# Hệ thống thông tin quản lý
Hệ thống thông tin quản lý là hệ thống cung cấp thông tin cho công tác quản lý của tổ chức. Hệ thống bao gồm con người, thiết bị và quy trình thu thập, phân tích, đánh giá và phân phối những thông tin cần thiết, kịp thời, chính xác cho những người soạn thảo các quyết định trong tổ chức.
Đây cũng là tên gọi của một chuyên ngành khoa học. Ngành khoa học này thường được xem là một phân ngành của khoa học quản lý và quản trị kinh doanh. Ngoài ra, do ngày nay việc xử lý dữ liệu thành thông tin và quản lý thông tin liên quan đến công nghệ thông tin, nó cũng được coi là một phân ngành trong toán học, nghiên cứu việc tích hợp hệ thống máy tính vào mục đích tổ chức.

## Các loại thông tin quản lý
Thông tin quản lý là những dữ liệu được xử lý và sẵn sàng phục vụ công tác quản lý của tổ chức. Có ba loại thông tin quản lý trong một tổ chức, đó là thông tin chiến lược, thông tin chiến thuật, và thông tin điều hành.
Thông tin chiến lược: là thông tin sử dụng cho chính sách dài hạn của tổ chức, chủ yếu phục vụ cho các nhà quản lý cao cấp khi dự đoán tương lai. Loại thông tin này đòi hỏi tính khái quát, tổng hợp cao. Dữ liệu để xử lý ra loại thông tin này thường là từ bên ngoài tổ chức. Đây là loại thông tin được cung cấp trong những trường hợp đặc biệt.
Thông tin chiến thuật: là thông tin sử dụng cho chính sách ngắn hạn, chủ yếu phục vụ cho các nhà quản lý phòng ban trong tổ chức. Loại thông tin này trong khi cần mang tính tổng hợp vẫn đòi hỏi phải có mức độ chi tiết nhất định dạng thống kê. Đây là loại thông tin cần được cung cấp định kỳ.
Thông tin điều hành: (thông tin tác nghiệp) sử dụng cho công tác điều hành tổ chức hàng ngày và chủ yếu phục vụ cho người giám sát hoạt động tác nghiệp của tổ chức. Loại thông tin này cần chi tiết, được rút ra từ quá trình xử lý các dữ liệu trong tổ chức. Đây là loại thông tin cần được cung cấp thường xuyên.

## Cấu trúc hệ thống thông tin quản lý
Theo cấu trúc nội dung, Một hệ thống thông tin quản lý được thiết kế cấu trúc tốt gồm bốn  hệ thống con, đó là các hệ thống ghi chép nội bộ, hệ thống tình báo, hệ thống nghiên cứu và hệ thống hỗ trợ quyết định.
Hệ thống ghi chép nội bộ: Đảm bảo cung cấp những số liệu hiện thời, nhiều tổ chức đã phát triển những hệ thống ghi chép nội bộ tiên tiến có sử dụng máy tính để có thể cung cấp thông tin nhanh và đầy đủ hơn.
Hệ thống tình báo: Cung cấp cho các nhà quản lý những thông tin hàng ngày, tình hình đang diễn ra về những diễn biến của môi trường bên ngoài.
Hệ thống nghiên cứu thông tin: Thu thập những thông tin liên quan đến một vấn đề cụ thể đặt ra trước tổ chức, đặc điểm của việc nghiên cứu thông tin tốt là có phương pháp khoa học, sử dụng nhiều phương pháp, xây dựng mô hình, lượng định tỷ lệ chi phí/lợi ích của giá trị của thông tin.
Hệ thống hỗ trợ quyết định: Gồm các phương pháp thống kê và các mô hình quyết định để hỗ trợ các nhà quản lý ban hành các quyết định đúng đắn hơn.

## Phân loại hệ thống thông tin quản lý
Một tổ chức có thể có nhiều cấp, và mỗi cấp có thể cần có một hệ thống thông tin quản lý riêng của mình. Một tổ chức điển hình có thể có 4 cấp là chiến lược, chiến thuật, chuyên gia và tác nghiệp. Vì thế, trong một tổ chức có thể có 4 hệ thống thông tin quản lý cho 4 cấp này. Các cấp có thể có những bộ phận chung.

## Các nguồn thông tin quản lý
Thông tin quản lý có thể lấy từ bên trong tổ chức hoặc từ bên ngoài tổ chức. Thông tin nội tại tổ chức thường được lấy từ các báo cáo, sổ sách của tổ chức. Thông tin bên ngoài có thể lấy từ đối tác, đối thủ cạnh tranh, tổ chức có liên quan, các nhà cung cấp, chính phủ,...

## Vai trò của công nghệ thông tin
Mặc dù một hệ thống thông tin quản lý không nhất thiết phải sử dụng công nghệ thông tin, nhưng công nghệ thông tin (phần cứng lẫn phần mềm) đang ngày càng rẻ và góp phần tạo ra năng suất xử lý, lưu trữ, phân phối thông tin ngày một cao, nên hệ thống thông tin quản lý hiện đại thường tích cực sử dụng công nghệ thông tin.